# رودخانه اونیلاهو
رودخانه اونیلاهو (به لاتین: Onilahy River) یک رود در ماداگاسکار است که در ماداگاسکار واقع شده‌است.